# Велга (фильм)
«Велга» — российский художественный фильм 2022 года режиссёра Анастасии Нечаевой, экранизация одноимённого рассказа Ивана Бунина с Ольгой Бодровой в главной роли. Премьера картины состоялась в августе 2022 года на кинофестивале «Окно в Европу».

## Сюжет
Действие фильма происходит в маленьком северном городе. Главная героиня — Велга, дочь рыбака, которая счастлива со своим возлюбленным Кириллом. Однако в город приезжает сестра Велги Снега, которая разрушает эту идиллию.

## В ролях
- Ольга Бодрова — Велга
- Антон Федосеев — Кирилл
- Александра Тулинова — Снега
- Алексей Гуськов — отец Велги и Снеги
- Сергей Шакуров — судья
- Евгения Манджиева — Аюна
- Александр Кононец — Кубрик
- Владислав Тирон — Угги
- Андрей Филиппак

## Релиз и оценки
Премьера состоялась в августе 2022 года на кинофестивале «Окно в Европу». В начале октября фильм участвовал в кинофестивале «Евразийский мост». 26 октября 2022 года картину впервые показали в кинотеатре («Аврора» в Санкт-Петербурге) и вышел в российский прокат 27 октября 2022 года. 
Рецензенты сравнивали «Велгу» со скандинавской сказкой, но при этом отмечали, что по сравнению с рассказом Бунина сценарий более реалистичен. Фильм получил особое упоминание за музыкальное решение композитора Антона Силаева на фестивале «Окно в Европу» и специальное упоминание жюри на VI Международном кинофестивале «Евразийский мост».